# Eve Air Mobility eVTOL
 (novembre 2024).
L'eVTOL d'Eve Air Mobility (ou eVTOL EVE) est un aéronef électrique  conçu pour  la mobilité urbaine. Ce véhicule hybride utilise une configuration "Lift+Cruise", et c'est ce qui permet de combiner des rotors pour le vol vertical et des ailes fixes pour la croisière. Ainsi cet appareil est étudié pour décoller et atterrir verticalement  en offrant une efficacité aérodynamique en vol. Il est donc équipé de huit propulseurs verticaux et d’un moteur arrière pour la propulsion horizontale. Il dispose  d' une autonomie de 100 km, parfaite pour les trajets urbains.
Cet eVTOL est particulièrement silencieux, car le bruit est réduit de 90% par rapport aux hélicoptères traditionnels. C'est un atout car c'est ce qui le rend adapté aux environnements urbains densément peuplés. Il peut transporter jusqu'à quatre passagers et un pilote, avec une capacité d’accueil de six passagers sans pilote. Son coût d’exploitation est six fois moins élevé que celui d'un hélicoptère, et donc c'est une option économiquement viable pour les trajets interurbains, les navettes aéroportuaires, les zones rurales... Etc.
Il bénéficie de nombreuses avancées technologiques, telles que des actionneurs électromécaniques (EMAs) qui ont pour rôle d'optimiser la stabilité et la maniabilité. Il y'a un système de contrôle de vol fly-by-wire pour améliorer la précision de vol. L'appareil est également équipé de simulations CFD dont le but est d'optimiser la transition entre vol stationnaire (à la manière d'un hélicoptère) et "croisière" (à la manière d'un avion de ligne). Sa certification est donc prévue pour 2026, avec une production initiale de 500 unités qui seront vendues chaque année.
Ainsi, l'entreprise Eve Air Mobility travaille-t-elle en collaboration avec un grand nombre partenaires de renom pour optimiser autant que faire se peut  les performances de son eVTOL, y compris des entreprises comme Thales pour les capteurs anémobarométriques, Liebherr pour les actionneurs, et Embraer pour le développement du prototype, entre autres.

## Présentation du constructeur
Eve Air Mobility (en), une filiale brésilienne d'Embraer, développe des aéronefs eVTOL et des infrastructures de mobilité aérienne urbaine. Fondée en 2017, l'entreprise a lancé son premier concept en 2018. Elle a effectué des essais en 2021. Cotée en bourse en 2022 avec une valorisation de 2,9 milliards de dollars, Eve Air Mobility (en) a signé des contrats pour des milliers d'unités. En 2023, elle a ouvert sa ligne de production au Brésil et a présenté son prototype en 2024 au Farnborough Airshow. Eve Air Mobility (en) continue d'élargir ses partenariats et ses projets, notamment pour le secteur de la défense.

## Historique d’Eve Air Mobility
- 2017 : Eve est fondée comme projet d'innovation au sein d'Embraer-X, l'incubateur d'innovation de l'avionneur Embraer.
- 2020 : Eve devient une entreprise indépendante, se séparant d'Embraer-X.
- 2021 : Fusion annoncée avec Zanite Acquisition Corp, une société d’investissement axée sur les technologies émergentes.
- 2022 : Introduction en bourse le 10 mai au New York Stock Exchange (NYSE) sous les symboles EVEX et EVEXW.

## Caractéristiques techniques
| Caractéristique                           | Détail | Source |
| ----------------------------------------- | --- | ------ |
| Développement de la propulsion électrique | La joint-venture crée des moteurs pour les eVTOL, avec Nidec pour les moteurs et Embraer pour les contrôleurs, réduisant coûts et améliorant l'efficacité énergétique. | [ 3 ]  |
| Configuration de propulsion               | Huit unités de propulsion verticales et deux arrière pour les vols avant.                                                                                              |        |
| Réduction du bruit                        | L’eVTOL est 90% plus silencieux qu’un hélicoptère, adapté aux environnements urbains.                                                                                  |        |
| Système de contrôle fly-by-wire           | Contrôle de vol électronique, réduisant le poids et améliorant la précision.                                                                                           |        |
| Actuateurs électromécaniques (EMAs)       | Ils contrôlent les surfaces de vol primaires pour la stabilité et la maniabilité.                                                                                      |        |
| Autonomie et performance                  | Autonomie de 100 km, idéale pour les trajets urbains. |        |
| Configuration Lift+Cruise                 | Rotors pour le vol vertical et ailes fixes pour le vol en croisière.                                                                                                   |        |
| Simulations et Modélisations CFD          | Optimisation de la transition entre vol stationnaire et croisière. | [ 3 ]  |
| Portée                                    | 100 km pour les trajets urbains. |        |
| Capacité                                  | Un pilote et quatre passagers, ou six sans pilote. |        |
| Coût d'exploitation                       | Six fois moins cher qu'un hélicoptère. |        |
| Temps de certification                    | Certification prévue en 2026, 500 unités par an. |        |
| Applications                              | Vols interurbains, navettes aéroportuaires et zones rurales. |        |
| Intégration dans le trafic aérien         | Eve teste des solutions pour faciliter l'intégration des eVTOL. | [ 4 ]  |

| Caractéristique                        | Détail                                                                      | Source |
| -------------------------------------- | --------------------------------------------------------------------------- | ------ |
| Composants clés                        | FACC produit des structures composites et des systèmes de propulsion.       |        |
| Technologie de fabrication             | Utilisation de composites légers pour garantir performance et sécurité.     |        |
| Collaboration pour la mobilité urbaine | Eve collabore avec des fournisseurs pour des solutions techniques avancées. | [ 5 ]  |

| Caractéristique        | Détail                                                                        | Source |
| ---------------------- | ----------------------------------------------------------------------------- | ------ |
| EMAs                   | Ces actuateurs assurent la stabilité et la maniabilité.                       |        |
| Technologie intégrée   | Compacts et faciles à installer.                                              |        |
| Légèreté et robustesse | Légers et résistants pour le transport aérien urbain.                         |        |
| Système fly-by-wire    | Contrôle de vol électronique pour réduire le poids et améliorer la précision. | [ 6 ]  |

| Caractéristique          | Détail                                                                   | Source |
| ------------------------ | ------------------------------------------------------------------------ | ------ |
| Configuration            | Huit propulseurs verticaux et un arrière pour la propulsion horizontale. |        |
| Autonomie et performance | 100 km, idéal pour les trajets urbains.                                  |        |
| Capacité                 | Quatre passagers et un pilote, avec 2 900 précommandes.                  |        |
| Structure et conception  | Design optimisé pour réduire le bruit et maximiser l’efficacité.         | [ 7 ]  |

| Caractéristique               | Détail                                                                             | Source |
| ----------------------------- | ---------------------------------------------------------------------------------- | ------ |
| Certification et navigabilité | Critères de navigabilité publiés pour consultation publique avec l’ANAC du Brésil. |        |
| Validation internationale     | Collaboration avec la FAA pour une certification internationale.                   |        |
| Collaborations                | Harmonisation des critères de certification avec des retours mondiaux.             |        |
| Objectifs                     | Alternative sûre pour le transport aérien urbain avec un accent sur l’efficacité.  |        |
| Engagement pour la sécurité   | Eve se positionne comme leader de la mobilité aérienne urbaine.                    | [ 8 ]  |

| Caractéristique           | Détail                                                                                       | Source |
| ------------------------- | -------------------------------------------------------------------------------------------- | ------ |
| Configuration Lift+Cruise | Rotors pour vol vertical, ailes fixes pour croisière.                                        |        |
| Capacité et portée        | Quatre passagers, un pilote, 100 km d’autonomie.                                             |        |
| Tests et développement    | Tests au sol et en soufflerie pour valider la performance aérodynamique et réduire le bruit. |        |
| Simulations CFD           | Optimisation de la transition entre vol stationnaire et croisière.                           |        |
| Objectif de certification | Tests de vol en 2024, certification et service en 2026.                                      | [ 9 ]  |

| Partenaire         | Technologie/Collaboration                                  | Détails |
| ------------------ | ---------------------------------------------------------- | --- |
| Thales             | Système anémobarométrique                                  | Capteurs MEMS pour mesurer la vitesse, le flux d'air et l'altitude. Légère et compacte, cette technologie optimise les performances en vol vertical et en croisière. |
| Liebherr-Aerospace | Actionneurs électromécaniques                              | Fourniture d'actionneurs intégrés pour les commandes de vol, gérant les ailerons et gouvernes, soutenant la mobilité aérienne urbaine décarbonée.                    |
| Latécoère          | Conception des portes de l’eVTOL                           | Fabrication de portes légères et sûres, visant la réduction des émissions carbone, pour le pilote et les passagers.                                                  |
| Diehl Aviation     | Intérieurs de l’eVTOL                                      | Conception des cabines, cockpits, panneaux et éclairage LED, avec des matériaux éco-efficients pour réduire le poids et l’empreinte carbone.                         |
| Dassault Systèmes  | Technologies de simulation aérodynamique et aéroacoustique | Utilisation de SIMULIA PowerFLOW pour optimiser les performances des hélices eVTOL, réduire l'impact sonore et améliorer la conception aérodynamique.                |
| Eve Air Mobility   | Eve TechCare                                               | Services pour l'optimisation des performances et la sécurité des eVTOL, incluant formation, gestion opérationnelle, maintenance, et support MRO.                     |
| Embraer            | Prototype d’eVTOL                                          | Premier prototype d'ADAVe présenté au salon de Farnborough, assemblé à Taubaté, avec des tests et un lancement prévu en 2026.                                        |
| ANAC               | Critères de navigabilité                                   | Publication des critères finaux pour la navigabilité de l'ADAV d'Eve Air Mobility.                                                                                   |